# Polydesmus fallax
Polydesmus fallax är en mångfotingart som beskrevs av Peters 1864. Polydesmus fallax ingår i släktet Polydesmus och familjen plattdubbelfotingar. Inga underarter finns listade i Catalogue of Life.